# مدرع جنوبي
مدرع جنوبي (الاسم العلمي: Tolypeutes matacus) (بالإنجليزية: Southern Three-banded Armadillo)‏ هو نوع من الحيوانات يتبع جنس المدرع الثلاثي الأحزمة من فصيلة المدرعات المتدثرة وأشباهها.